# Dureza Brinell

Ensaio Brinell

O método Brinell é um método de medição da dureza, utilizado principalmente nos materiais metálicos. Este método foi proposto em 1900, pelo engenheiro sueco Johan August Brinell. Foi o primeiro ensaio de penetração padronizado reconhecido industrialmente. O teste típico consiste em um penetrador de formato esférico com 10 mm de diâmetro, feito de aço de elevada dureza ou de carbeto de tungstênio.
A carga aplicada varia entre 500 e 3000 kgf e, durante o teste, a carga é mantida constante por um período entre 10 e 30 segundos.
O número Brinell de dureza (HB) é função da carga aplicada e do diâmetro da impressão resultante e pode ser obtido através da seguinte relação:
{\displaystyle HB={\frac {2P}{\pi D(D-{\sqrt {D^{2}-d^{2}}})}}}
onde “P” é o valor da carga aplicada (em kgf), “D” é o diâmetro do penetrador e “d” é o diâmetro da impressão resultante, ambos em milímetros.
Uma das grandes desvantagens do ensaio Brinell é o tamanho do penetrador, que muitas vezes causa danos consideráveis à peça analisada.
Para garantir um bom resultado, a medição do diâmetro da impressão deve ser feita em pelo menos duas direções. Além disso, é necessário manter a relação {\displaystyle {\frac {P}{D^{2}}}} constante para obter resultados adequados.
A dimensão da dureza Brinell é MPa e uma das normas que a regem é a ASTM E10 (Standard Test Method for Brinell Hardness of Metallic Materials).